# شری لوین

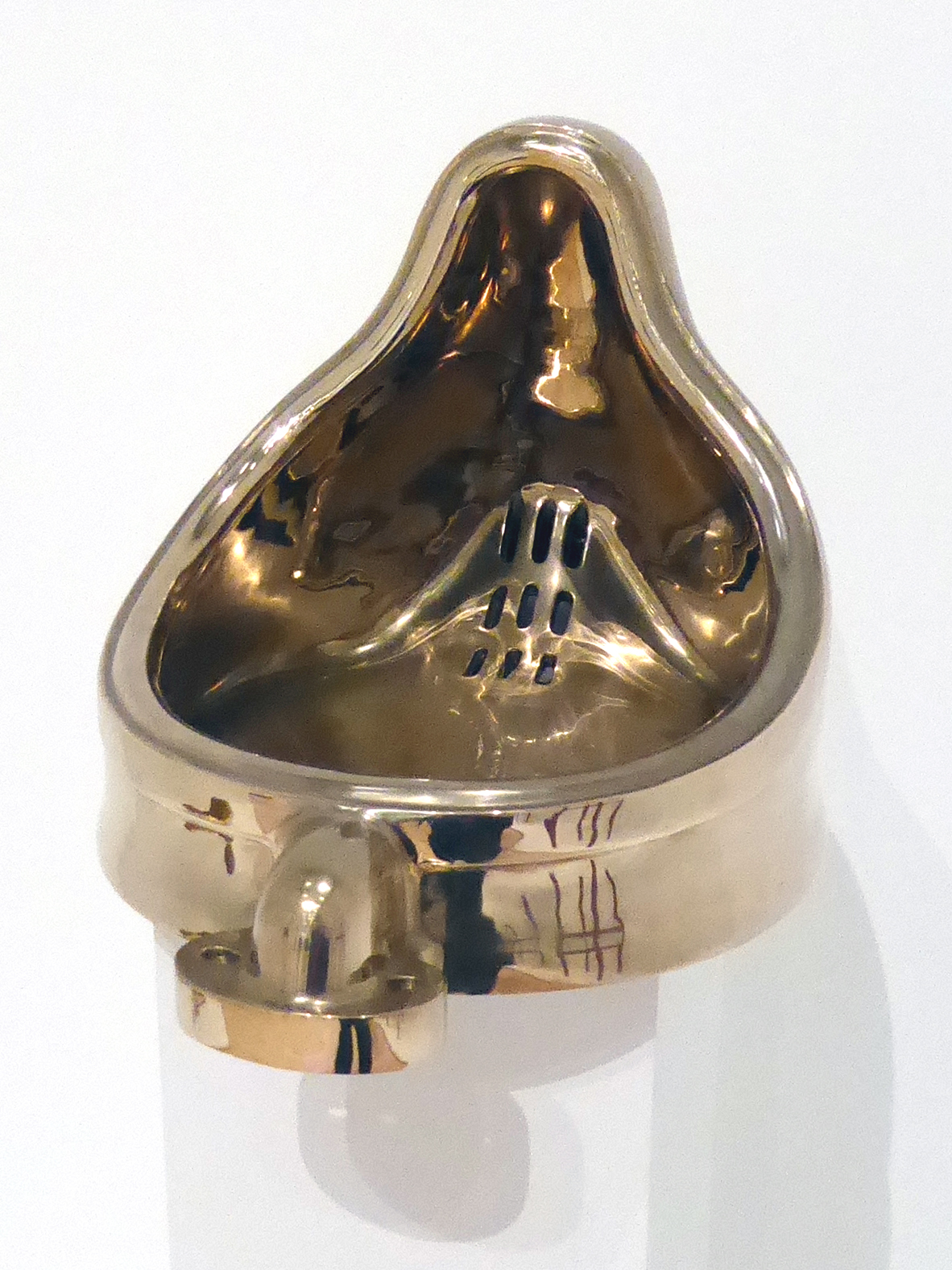
این اثر ادای دین و احترام به اثر حاضر آماده‌ی مشهور دوشان است. لوین با بازتولید حرکت متهورانه دوشان، ژست او را با بالا بردن مادیت و پایان بردن اثر، به یک «شیء هنری» تبدیل می کند. به عنوان یک هنرمند فمینیست، لوین بیان می‌کند که آثاری را به‌طور خاص توسط هنرمندان مردی بازسازی می‌کند که ادعا می‌کنند تسلط پدرسالارانه‌ای در تاریخ هنر دارند.

شری لوین متولد ۱۹۴۷میلادی عکاس ، نقاش و هنرمند مفهومی اهل آمریکا است. برخی از آثار هنری او شامل بازتولید دقیق از کارهای عکاسان دیگر مانند واکر ایوانز ، الیوت پورتر و ادوارد وستون می‌باشد.
شری لوین از هنرمندان شناخته شده در هنر از آن خودسازیست. وی در سال ۱۹۸۰ میلادی حجم وسیعی از آثار هنرمندان دیگر را از روی کاتالوگ و کتابهای تاریخ هنر عکاسی و بازتولید کرد. او علاوه‌بر عکس، نقاشی‌ها و مجسمه‌هایی هم براساس آثار هنری معروف خلق کرد. لوین بیشتر این کارها را با رسانه‌ای غیر از رسانه اثر اصلی انجام می‌داد. مثلا رقاص ماتیس را که برش قطعات کاغذ بود، با آبرنگ اجرا کرد  و توالت دوشان را با برنز صیقلی ساخت.